# Ina Barfuss
Ina Barfuss (* 20. Februar 1949 in Lüneburg) ist eine deutsche Künstlerin. 
Barfuss wuchs in Bremen auf. Von 1968 bis 1974 studierte sie an der Hochschule für bildende Künste in Hamburg. Seit 1969 lebt und arbeitet sie mit Thomas Wachweger zusammen.
1984 war sie bei Von hier aus – Zwei Monate neue deutsche Kunst in Düsseldorf, 1989	auf der 2. Istanbul Biennale vertreten.
Sie lebt und arbeitet seit 1978 in Berlin und seit 1992 in Berlin und in Bölzke, Brandenburg.

## Ausstellungen (Auswahl)
- 1974 Galerie Silvio Baviera, Zürich
- 1985 Nationalgalerie Berlin: „Kunst in der Bundesrepublik Deutschland“; Museum Moderner Kunst, Wien
- 1988–1989 Museen in Toledo (Ohio), New York, Williamstown, Düsseldorf, Frankfurt: „Refigured Painting – The German Image 1960-1988“ bzw. „Neue Figuration – deutsche Malerei 1960-1988“
- 1990 Haus am Waldsee, Berlin: „Animalia“
- 1992 Galerie Springer, Berlin; Galerie Nouvelles Images, Den Haag
- 1993 Galerie Tobias Hirschmann, Frankfurt
- 1999 Galerie Silvio Baviera, Zürich
- 2000 Haus am Waldsee, Berlin: „Friedrich Nietzsche in der Kunst der Nachmoderne“; Galerie Reinfeld, Bremen